# Episodi di Lex & Presley (prima stagione)
La prima stagione di Lex & Presley è andata in onda negli Stati Uniti su Nickelodeon dal 7 novembre 2020 al 25 settembre 2021. 
In Italia è stata trasmessa su Nickelodeon dall'8 febbraio al 15 novembre 2021.
| N. | Codice di prod. | Titolo originale      | Titolo italiano              | Prima TV USA      | Prima TV Italia  |
| -- | --------------- | --------------------- | ---------------------------- | ----------------- | ---------------- |
| 1  | 101             | Start Hustling        | Il primo lavoro              | 7 novembre 2020   | 8 febbraio 2021  |
| 2  | 102             | Vitamin D-isaster     | Vitamina D-isastrosa         | 14 novembre 2020  | 9 febbraio 2021  |
| 3  | 103             | Yard Sale             | Il mercatino                 | 21 novembre 2020  | 10 febbraio 2021 |
| 4  | 104             | Trashy Jobs           | Lavoro sporco                | 28 novembre 2020  | 11 febbraio 2021 |
| 5  | 105             | Friendiversary        | Amiciversario                | 5 dicembre 2020   | 12 febbraio 2021 |
| 6  | 106             | Milkshake Suckdown    | La gara di milkshake         | 12 dicembre 2020  | 15 febbraio 2021 |
| 7  | 107             | KidDING! Dongs        | KidDING Dongs                | 23 gennaio 2021   | 10 maggio 2021   |
| 8  | 108             | Lunch Boxed In        | I braccialetti dell'amicizia | 30 gennaio 2021   | 11 maggio 2021   |
| 9  | 109             | Chemistry Hustle      | Lezioni esplosive            | 6 febbraio 2021   | 12 maggio 2021   |
| 10 | 110             | Phantom of the Mooery | Il fantasma del Mooery       | 20 febbraio 2021  | 13 maggio 2021   |
| 11 | 111             | Karaoke Kickoff       | Macchina per karaoke         | 27 febbraio 2021  | 14 maggio 2021   |
| 12 | 112             | Dog Wed-DING          | Matrimonio a 4 zampe         | 13 marzo 2021     | 17 maggio 2021   |
| 13 | 113             | Uncle Nedward         | Zio Nedward                  | 20 marzo 2021     | 18 maggio 2021   |
| 14 | 115             | Jag-Jitsu             | Jag-Jitsu                    | 27 marzo 2021     | 6 luglio 2021    |
| 15 | 116             | Hot Tubby's           | Hot Tubby's                  | 3 aprile 2021     | 7 luglio 2021    |
| 16 | 114             | Moo's the Boss        | Un Lavoro Regolare           | 10 aprile 2021    | 5 luglio 2021    |
| 17 | 118             | Make-a-Mutt           | Crea Il Tuo Peluche          | 17 aprile 2021    | 9 luglio 2021    |
| 18 | 119             | Juckles               | Juckles                      | 1º maggio 2021    | 10 luglio 2021   |
| 19 | 120             | Rat Busters           | Gli Acchiapparatti           | 8 maggio 2021     | 11 luglio 2021   |
| 20 | 121             | Bot Club              | Robot-club                   | 15 maggio 2021    | 8 novembre 2021  |
| 21 | 122             | Extra Crunchy         | Il ritorno di Crunchy        | 22 maggio 2021    | 9 novembre 2021  |
| 22 | 117             | Mouth Noise           | I Mouth Noise                | 17 luglio 2021    | 8 luglio 2021    |
| 23 | 123             | Love Sensei           | Love Sensei                  | 11 settembre 2021 | 10 novembre 2021 |
| 24 | 125             | Room for Munchy       | Una stanza per Munchy        | 18 settembre 2021 | 12 novembre 2021 |
| 25 | 126             | The Presley Slide     | Il passo di Presley          | 25 settembre 2021 | 15 novembre 2021 |